# Закомолдин, Иван Иванович
Ива́н Ива́нович Закомо́лдин (25.12.1916 — 10.01.1989) — участник Великой Отечественной войны, механик-водитель танка, полный кавалер ордена Славы.

## Биография
Родился 12 [25] декабря 1916 в деревне Малая Дмитриевка Пертовской волости Шацкого уезда Тамбовской губернии (ныне нежилое урочище на территории Пертовского сельского поселения в Чучковском районе Рязанской области). Окончил 5 классов. Работал механиком в Чучковской МТС.
В 1941 году был призван в Красную Армию, окончил полковую танковую школу и получил специальность механика-водителя. На фронте в Великую Отечественную войну с июня 1941 года. Воевал в бронетанковых войсках. Боевое крещение танкиста Закомолдина прошло под Смоленском. Участвовал в боях под Москвой и Сталинградом, на Курской дуге. Член ВКП/КПСС с 1942 года. К осени 1943 года гвардии старшина Закомолдин — механик-водитель танка Т-34 45-го гвардейского танкового полка. В составе этой части воевал на Степном, 3-м Белорусском и 1-м Прибалтийском фронтах.
12 октября 1943 года у села Селище танк, за рычагами которого был гвардии старшина Закомолдин, одним из первых переправился через реку Днепр и в течение 10 дней с экипажем оборонял переправу. Первым ворвался в села Селище и Студенец, чем способствовал расширению и удержанию плацдарма на правом берегу реки.
Приказом от 14 января 1944 года гвардии старшина Закомолдин Иван Иванович награждён орденом Славы 3-й степени.
7-11 июля 1944 года экипаж, в котором был гвардии старшина Закомолдин, вместе с подразделением оказался в окружении северо-западнее Минска. В сложной обстановке произвел разведку местности и нашел проходы для танков, чем содействовал выходу подразделения из вражеского кольца.
Приказом от 21 августа 1944 года гвардии старшина Закомолдин Иван Иванович награждён орденом Славы 2-й степени.
16-17 сентября 1944 года в 3-6 км северо-восточнее населенного пункта Исцава во время танковой атаки, когда 4 наших танка попали в болото и застряли, гвардии старшина Закомолдин под огнём пробрался к ним и помог вытащить. За период боев 16-21 сентября им отремонтировано и возвращено в строй до 10 танков. Вновь вступив в бой, они способствовали выполнению боевой задачи.
Указом Президиума Верховного Совета СССР от 24 марта 1945 года за образцовое выполнение заданий командования в боях с захватчиками гвардии старшина Закомолдин Иван Иванович награждён орденом Славы 1-й степени. Стал полным кавалером ордена Славы.
За четыре года войны Иван Иванович был дважды тяжело ранен, сменил три боевые машины. Участник Парада Победы в Москве в июне 1945 года (в числле 200 танкистов в составе сводного полка Ленинградского полка). В августе 1945 года участвовал в Манчжурской операции. После войны продолжил службу в танковых войсках. В 1955 году старший техник-лейтенант Закомолдин уволен в запас.
В 1956 году приехал на Сахалин, работал старшим механиком Корсаковской автобазы рыболовпотребсоюза, затем переехал в город Аниву. Работал заведующим гаражом, механиком в квартирно-эксплуатационной части района. В 1978 году вышел на пенсию
Жил в городе Анива Сахалинской области. Скончался 10 января 1989 года.

## Награды
- 3 ордена Славы (14.01.1944, 21.08.1944, 24.03.1945)
- 2 ордена Красной Звезды (12.10.1943, ...)
- орден Отечественной войны I степени (11.03.1985)
- медаль «За отвагу» (27.08.1943)
- медаль «За боевые заслуги» (22.07.1944)
- медаль «За оборону Сталинграда»
- медаль «За победу над Германией в Великой Отечественной войне 1941—1945 гг.»
- медаль «За победу над Японией»

## Память
- В сентябре 2003 года в городе Анива открылся сквер имени И. И. Закомолдина, установлен памятный знак, а 2 сентября 2020 года там же открыт памятник (скульптор В. Н. Чеботарёв)[2].
- 10 октября 2018 года на стене школы села Пертово Чучковского района была торжественно установлена памятная доска И. И. Закомолдину[3].